# Famille Albani
Pour les articles homonymes, voir Albani.
La famille Albani est une famille aristocratique romaine du XVIe au XIXe siècle. D'origine albanaise, ses membres se sont installés en Italie à la fin du XVe siècle.
La famille a produit de nombreuses personnalités de haut rang de l'Église catholique, dont le pape Clément XI. La famille s'éteint s en 1852 et leurs biens passent à la famille Chigi, qui prend le nom de Chigi-Albani.

## Historique
D'origine albanaise, de Laç de Kurbini, Michel Laçi, quitta l'Albanie avec ses deux fils, Georges et Philippe (combattants avec Skanderbeg) à cause des Turcs, s'installant à Urbino, en Italie, où il prit le nom d'Albani. Georges eut deux fils, Altobelli et Hannibal. Altobelli eut aussi deux fils, Horace et Charles. Horace s'installe à Rome, au Vatican, ou il fut nommé sénateur par le pape Urbain. Charles était le père de Gianfrancesco, qui deviendra le pape Clément XI.
La famille Albani a fourni à l'Église catholique romaine un grand nombre de prélats distingués, dont le plus célèbre est Gianfrancesco Albani (1649-1721), devenu pape en 1700 sous le nom de Clément XI. Elle fut agréée à la noblesse vénitienne en cet honneur le 20 octobre 1702.
Deux neveux, un petit-neveu et un arrière-petit-neveu de Clément XI devinrent cardinaux et jouèrent un rôle assez important :
- Annibal Albani (1682-1751), évêque d'Urbino ;
- Alessandro Albani (1692-1779), frère d'Annibal, connu par son goût pour les arts et par sa villa, dite villa Albani, ou il avait rassemblé des chefs-d'œuvre de toute espèce ;
- Giovanni Francesco Albani (1720-1809), neveu d'Annibal et Alessandro, évêque d'Ostie : il prit parti contre les Français à leur entrée en Italie, fut en conséquence forcé de quitter Rome, et n'y rentra qu'après l'élévation de Pie VII, à laquelle il eut la plus grande part.
- Giuseppe Albani (1750-1834), neveu du précédent, il fit partie du Sacré Collège à partir de 1801, fut chargé d'affaires à Vienne (1796), puis fut secrétaire des brefs et légat du pape à Bologne (1814), et enfin commissaire apostolique des quatre Légations. Il eut à réprimer des troubles à Bologne : on l'accuse, à cette occasion, de quelques actes de rigueur.

### Princes de Soriano nel Cimino, princes Albani
- Carlo (1687 - 1724), I prince de Soriano nel Cimino, I prince Albani
- Orazio (1717 - 1792), II prince de Soriano nel Cimino, II prince Albani
- Carlo Francesco (1749 - 1817), III prince de Soriano nel Cimino, III prince Albani
- Filippo Giacomo (1760 - 1852), IV prince de Soriano nel Cimino, IV prince Albani, qui cède à son cousin Chigi le titre de prince de Soriano.

Depuis Clément XI la famille Albani possédait une importante bibliothèque répartie dans ses palais de Rome et d'Urbino. Elle a été pillée par les troupes françaises durant la Révolution. Après la chute de Napoléon en 1815, sur les 59 marbres antiques ramenés au Louvre puis restitués, 20 furent rachetée le 5 décembre 1815 par Louis XVIII au prince Albani et une autre partie par le roi de Bavière.

## Armes

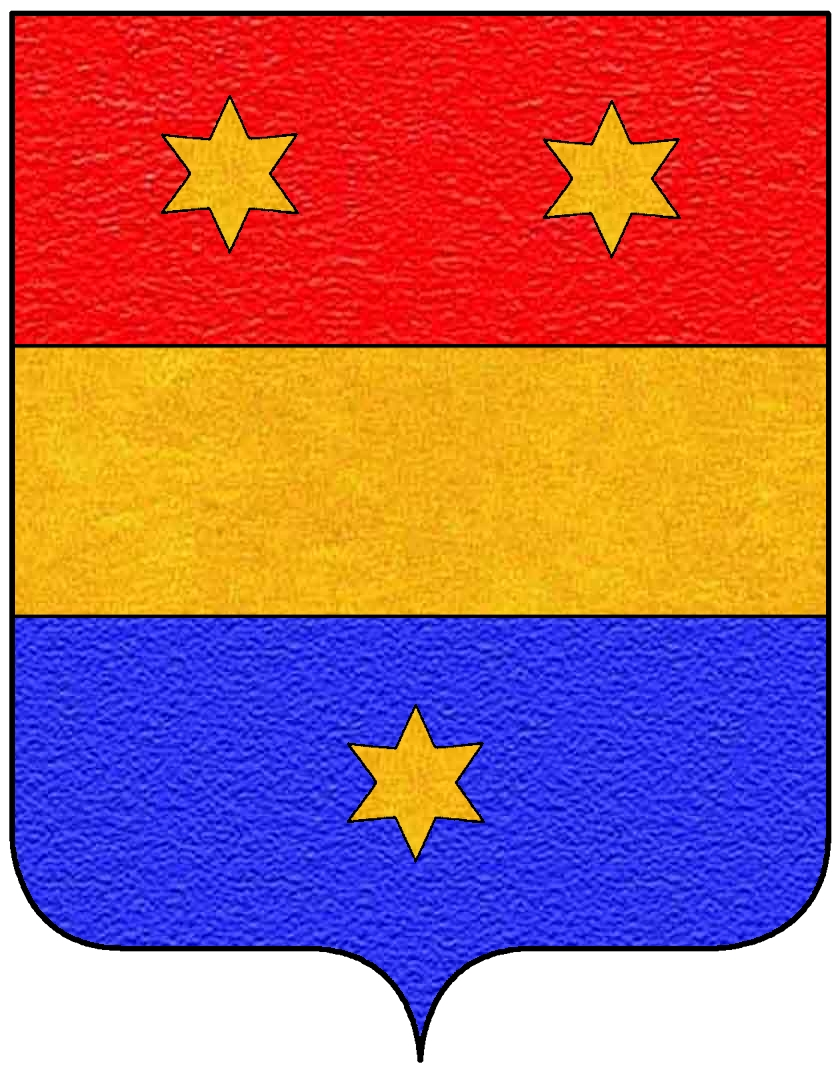
Armes de la famille Albani de Bergame

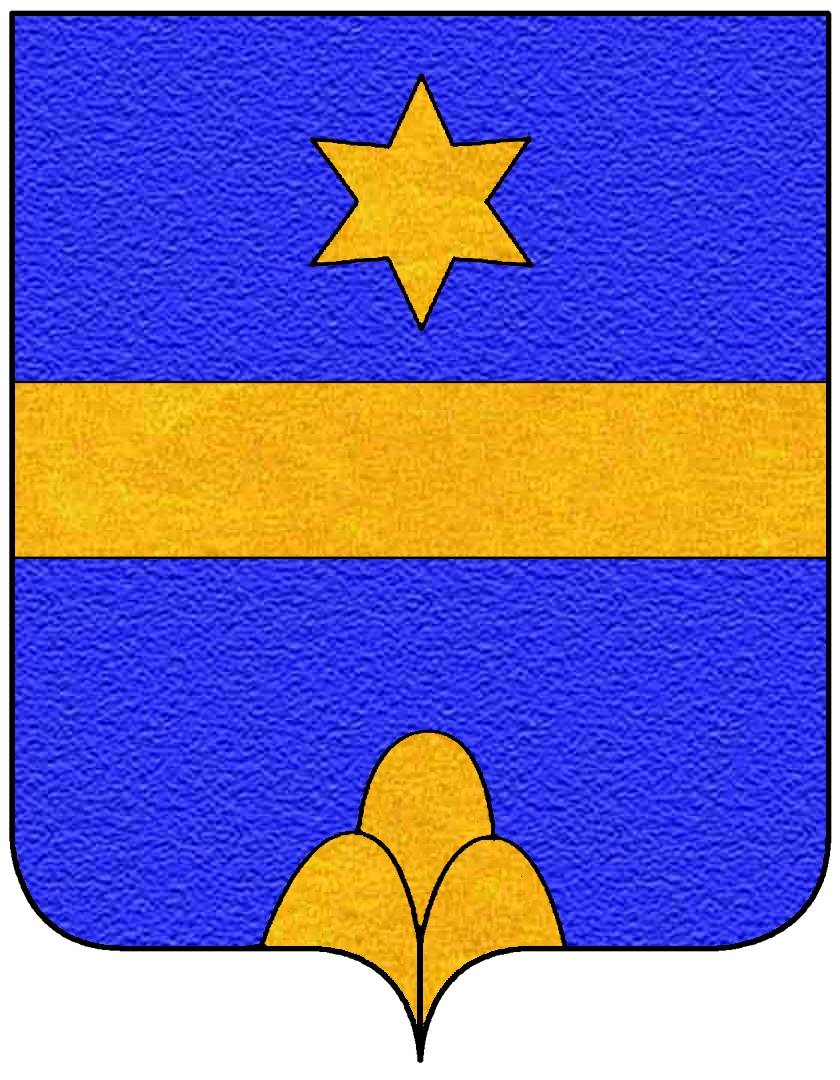
Armes de la branche d'Urbino

Les armes de la branche d'Urbino se blasonnent ainsi : champ d'azur à une fasce d'or, trois montagnes en pointe, et une étoile en chef du même métal.

## Autre famille
La première est originaire de Albano Sant'Alessandro, dans la province de Bergame en Italie, jadis faisant partie d'abord du royaume lombard, puis du duché de Milan enfin de la république de Venise. Le fondateur de la dynastie fut Rotopaldo de Albano (967). Autre personnage éminent de la famille fut le cardinal Giovan Gerolamo Albani  (Bergame, 3 janvier 1509 - Rome, 25 avril 1591). Cette famille est aussi célèbre par la longue et sanglante querelle qui l'opposa, au milieu du XVIe siècle, à la famille Brembati de Bergame. C'est de cette famille qu'est issue la poétesse Lucia Albani Avogadro.